# Der Spiegel (Lied)
Der Spiegel ist ein Lied der Dark-Wave-Band Goethes Erben, das die Band 1990 veröffentlichte. Das Stück erschien nicht als Single, wurde allerdings der erste Club-Erfolg für die Band.

## Hintergrund und Veröffentlichungen
Der Spiegel entstand als erstes Stück der Band in einem Aufenthaltsraum der Ausbildungsstätte der Bayreuther Caritas. Henke gab eine Urversion des Stücks Bruno Kramm, der Goethes Erben für Danse Macabre verpflichtete und das erste Demo produzierte. Als Teil des Demos Der Spiegel, dessen Weg durch stumme Zeugen zum Ende führt auf MC erstveröffentlicht wurde das Stück, im Jahr darauf auf der EP Das schwarze Wesen und auf den Kompilationen Pièces D’Etage, 1993 auf Dion Fortune Sampler Vol. II und 1994 auf der Kompilation des Goethes-Erben-Frühwerks 1. Kapitel veröffentlicht. Das Demo wurde „legendär“ und Pièces D’Etage ein begehrtes Sammlerstück. Insbesondere im Club Die Etage, in dem Henke als DJ tätig war, lief das Stück und verbreitete sich von dort. Das in der Frühphase des eng mit dem Club Die Etage und dem Unternehmen Danse Macabre verbundene Genres Neue Deutsche Todeskunst entstandene Stück avancierte zu einem Hit und Goethes Erben zu einer der initialen Musikgruppen des Genres.

## Musik und Text
Als Stück des Genres Neue Deutsche Todeskunst ist Der Spiegel gekennzeichnet durch einen Hang zu nihilistischen Deutschen Texten und „übertriebener Todessehnsucht“. Der Aufbau des Stücks ist schlicht Henke „rezitierte […] zu billigem Synthesizer seine finstere[…]“ Lyrik. Zu einer einfachen Klaviermelodie, die entgegen Rhythmus und Vortrag läuft, trägt Henke seinen Text vor, der ausgehend von einer Betrachtung im Spiegel und dessen zerbersten über eine ausgeschmückte Beschreibung der Situation seiner Klimax entgegenläuft:

„Mein Geist zersplittert und zerstört

In zahllose Scherben zersprungen

Die Gedanken zerschnitten 

Doch es blutet nicht …“

Der Text endet anschließend mit den ruhig gesprochenen Worten „Nur der Geist ist verloren/Ich habe aufgehört zu existieren“. Henke „jongliert“ dabei mit der deutschen Sprache ohne „weinerliche Melancholie,“ dafür mit „Sensibilität, die unter die Haut geht“. Die Klaviermelodie entwickelt sich in einer als harmonisch wahrgenommen konzeptionellen Dissonanz zu der Rezitation in „Tiefe und Düsternis“.

„Ein Paradebeispiel für die Arbeit von Goethes Erben, Gegenstände so zusammenzubringen, daß daraus wieder eine Einheit wird, ist so ein ganz altes Stück wie ‘Der Spiegel’. Da läuft der Drumcomputerrhythmus gegen den Arrangementrhythmus vom Klavier und gegen den der Stimme. Da läuft alles gegeneinander und durch dieses Gegeneinander klingt dann alles wieder sehr harmonisch.“